# Sistema de Redução de Arrasto

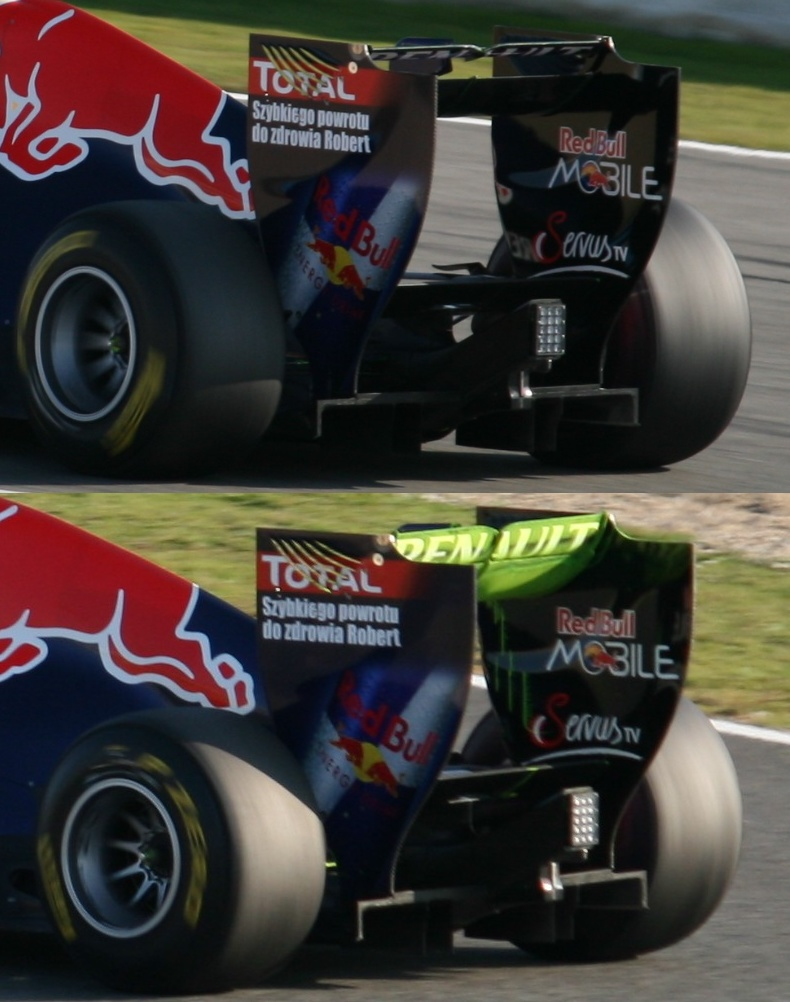
O DRS de um carro da Red Bull Racing em 2011.

Sistema de Redução de Arrasto ou DRS (Drag Reduction System, em inglês) é uma tecnologia automobilística cuja finalidade é reduzir o efeito do arrasto aerodinâmico e permitir ultrapassagens na Fórmula 1. Esta tecnologia foi introduzida no GP da Austrália da temporada 2011 e consiste num flap localizado na asa traseira do veiculo que é acionado pelo piloto, permitindo a ultrapassagem. Sua utilização é regulamentada pela FIA, sendo muito elogiada pelos pilotos em geral.

## Regras
O Sistema de Redução de Arrasto (Drag Reduction System) só pode ser acionado caso todas as condições listadas abaixo sejam cumpridas, simultaneamente:
- Quando o segundo carro está a até 1 segundo de distância do primeiro;
- Quando ambos os carros se encontram na chamada Zona do DRS, determinada pela FIA ao início de cada prova;
- Depois de 2 voltas completadas;
- Depois de 2 voltas completadas após a saída do Safety car;
- Em condições climáticas favoráveis (não é permitido o uso do DRS em chuva ou neve);

Mudança em 2024
A partir da temporada de 2024 da Formula 1, houve algumas mudanças nas regras do funcionamento do DRS (Drag Reduction System).
- DRS agora liberado após uma volta completada;

- DRS agora liberado após uma volta depois do Safety Car. Referências

1. ↑  «Regulamento muda para aumentar o número de ultrapassagens, Asa traseira móvel». TotalRace. 23 de março de 2011. Consultado em 3 de agosto de 2012[ligação inativa]